# AMSN
L'aMSN (o Alvaro's Messenger) és un altre dels clients de missatgeria instantània, tal com el Windows Live Messenger o el Gaim.
En aquest cas té la particularitat de què la seva intenció se ser un clon el màxim de fidel possible al client de Microsoft (MSN Messenger), pel que fa a les funcions bàsiques, xat, transferència de fitxers, i més endavant so o videoconferència.
Està escrit tot fent servir TCL/TK, que és un llenguatge interpretat (estil PHP, o Perl), això fa que en tots els sistemes operatius on tinguem l'intèrpret del llenguatge puguem connectar-nos a la xarxa del MSN Messenger i parlar amb els nostres contactes.

## Alguns avantatges sobre el MSN Messenger
- Totalment en català
- Funcionament a través de proxy
- Podem detectar qui ens ha esborrat de la seva llista
- Avisa quan algú obre/tanca la finestra de conversa
- Podem personalitzar els nostres alies segons amb qui parlem
- Possibilitat de captar els avatars dels teus contactes
- Seguretat millorada
- Més extensions disponibles
- Moltes altres...

## Sistemes operatius suportats
- Linux
- Windows
- BSD
- Mac OS X